# Benedict Gullmann
Benedict Gullmann (* 3. April 1673 in Augsburg, Schwäbischer Reichskreis; † 17. Dezember 1745) war ein deutscher Arzt, Stadtphysicus in Augsburg und Mitglied der Gelehrtenakademie „Leopoldina“.

## Leben
Benedict Gullmann, auch Benedict Bullmann, wurde als Sohn von Johann Balthasar Gullmann (1637–1714) und Maria Magdalena Knoller (1640–1680) geboren. Benedict Gullmann war ab 1693 Stadtphysicus in Augsburg und Assessor des ärztlichen Collegiums daselbst. Er wirkte hier bis zum Jahr 1731.
Gullmann publizierte unter anderem mit dem evangelischen Theologen Gottfried Ludovici. Der Augsburger Zeichner und Grafiker August Scheller fertigte ein Porträt von Benedict Gullmann. In der Leichenpredigt wurde der emsige Beistand der Kranken durch Benedict Gullmann hervorgehoben.
Am 21. März 1720 wurde Benedict Gullmann mit dem akademischen Beinamen ALCINOUS als Mitglied (Matrikel-Nr. 345) in die Leopoldina aufgenommen.

## Veröffentlichungen
- mit Gottfried Ludovici (1693): Ex Historia Augustana De S. Ulrico, Episcopo, Glirium Expulsore. Halle, Saale: Universitäts- und Landesbibliothek Sachsen-Anhalt, Digitalisat
- mit Johann Friedrich Ortlob: Dissertatio medica de hydrae in hypochondriis nidulantis origine, indole, antidoto Digitalisat
- mit Johann Wilhelm Pauli (1697): De Dolores Capitis – Disputatio Inauguralis Medica Digitalisat